# Joe Weider
Josef Edwin Weider, detto Joe (Montréal, 29 novembre 1919 – Los Angeles, 23 marzo 2013) è stato un imprenditore, editore e dirigente sportivo canadese, cofondatore dell'International Federation of BodyBuilders (IFBB), insieme al fratello Ben Weider, e creatore di Mister Olympia, Ms. Olympia e Masters Olympia, competizioni di culturismo. È stato inoltre l'editore di diverse riviste dedicate al bodybuilding e al fitness e il produttore di una linea di attrezzature e integratori per il fitness.

## Biografia
Nato a Montréal, prima di fondare la IFBB Weider pubblicò il primo numero della rivista Your Physique nel 1936, ad appena 17 anni. Nel 1966 la pubblicazione venne rinominata Muscle Builder e, nel 1980, Muscle and Fitness. Altre riviste pubblicate dall'impero editoriale di Weider comprendono Mr. America, Muscle Power, Shape, Men's Fitness, Living Fit, Prime Healtand Fitness, Fit Pregnancy, Cooks, Senior Golfer e Flex.